# Горнев, Евгений Сергеевич
Евге́ний Серге́евич Го́рнев (род. 4 августа 1943 года) — советский и российский учёный, специалист в области микро- и наноэлектроники, метрологического обеспечения измерений длины в микрометровом и нанометровом диапазонах. Заместитель руководителя приоритетного технологического направления по электронным технологиям, АО «НИИ молекулярной электроники» (НИИМЭ). Доктор технических наук, профессор, член-корреспондент РАН (2019), лауреат Государственной премии СССР и премии Правительства РФ в области науки и техники (дважды).

## Биография
Родился 4 августа 1943 года.
В 1966 году окончил радиофизический факультет Харьковского государственного университета.
С 1966 по настоящее время работает в АО "НИИ молекулярной электроники" (НИИМЭ), пройдя путь от инженера до первого заместителя директора НИИ. В настоящее время занимает должность заместителя руководителя приоритетного технологического направления по электронным технологиям АО "НИИМЭ".
В 1967 году входил в состав коллектива, разработавшего интегральную микросхему (ИС) токового ключа «Иртыш» (101КП1), с которой начинались все каталоги советских ИС.
15 ноября 2019 года избран член-корреспондентом РАН по Отделению нанотехнологий и информационных технологий.

## Научная деятельность
Специалист в области микро- и наноэлектроники, метрологического обеспечения измерений длины в микрометровом и нанометровом диапазонах.
Автор и соавтор более 300 научных работ, из них 3-х учебных пособий, и 42 авторских свидетельств и/или патентов.
Основные достижения:
- обобщил, научно обосновал и разработал технические решения для создания современного микроэлектронного производства, на основе чего создал модель промышленной субмикронной технологии как системы и систему управления микроэлектронным производством;
- под его руководством и с его непосредственным участием разработаны решения многовариантной технологии КМОП, биполярных и БиКМОП на базе универсального маршрута, с достоинствами биполярных и КМОП микросхем;
- создана система управления на основе мониторинга техпроцесса, контроля дефектности и методов статрегулирования;
- исследованы, обоснованы и созданы методы контроля линейных размеров элементов СБИС микро- и нанометрового диапазонов с созданием универсальной линейной меры мирового уровня;
- создано, модернизировано и внедрено более 40 различных вариантов технологий, разработаны с одновременной постановкой на производство в процессе ОКР более 50 типов микросхем, модернизировано более 100 типов, организовано производство 87 серий микросхем, в том числе в Польше;
- разработана и освоена промышленная технология сегнетоэлектрических плёнок для микро- и наносистемной техники и изделий на их основе, изделий пьезотехники, акустоэлектроники, совместимых с технологиями микро- и наноэлектроники и МЭМС.

Вел преподавательскую деятельность в МИЭТ, МИРЭА.,В настоящее время — профессор и заместитель заведующего базовой кафедры «микро- и наноэлектроника»  МФТИ.
Член редколлегии журналов «Микроэлектроника», «Микро- и наносистемная техника», «Электронная техника. Серия 3. Микроэлектроника».
Член научного Совета «Квантовые технологии» при президиуме РАН и научного Совета «Фундаментальные проблемы элементной базы информационно-вычислительных систем и материалов для её создания» ОНИТ РАН, председатель 4-х диссертационных советов МФТИ, член диссертационного совета Д 002.081.01.

## Награды и премии
- Государственная премия СССР (1986)
- премия Правительства РФ в области науки и техники (2004, 2019)
- орден Почёта (5 февраля 2024) — за большой вклад в развитие отечественной науки, многолетнюю плодотворную деятельность и в связи с 300-летием со дня основания Российской академии наук[3]
- орден  Дружбы народов (1982)
- Почётная грамота Российской академии наук (1 марта 2023) — за многолетний плодотворный труд на благо российской науки, высокий профессионализм, большой вклад в проведение фундаментальных и прикладных научных исследований в области микро- и наноэлектроники, успешную научно-организационную деятельность и подготовку научных кадров высшей квалификации
- золотая медаль ВДНХ
- медаль международного смотра НТТМ
- нагрудный знак «Почетный работник электронной промышленности»
- нагрудный знак «Отличник соцсоревнования электронной промышленности»
- медаль лауреата Всероссийского конкурса «Инженер года» (2001)